# 스리데비
스리데비(힌디어: श्री देवी, 영어: Sridevi, 1963년 8월 13일~2018년 2월 24일)는 인도의 배우, 영화 제작자이다. 파드마 시리 서훈자이며, 필름페어상 여우주연상 2회(1989년, 91년) 수상자이다. 1980년대~1990년대 사이에 큰 인기를 끌었으며, 나아가 후대에 인도 영화계를 대표하는 특급 여배우로 평가되는 위치까지 올라섰다.
1967년 4살 때부터 아역으로 연기를 시작하였으며, 이후 약 300여 편의 영화에 출연하였다.
주요 작품으로는 1987년작 《미스터 인디아》(Mr. India), 1989년작 《찬드니》(Chandni) , 2012년작 《굿모닝 맨하탄》등이 있다.
2018년 2월 24일 아랍에미리트 두바이의 한 호텔에서 숨졌다. 숨진 직후 심장마비가 사인으로 추정되었으며,
이후 현지 경찰은 정신을 잃은 스리데비가 욕조로 넘어지면서 우발적인 익사로 숨졌다고 밝혔다.